# Disperse Blue 124
C.I. Disperse Blue 124 ist ein Monoazofarbstoff aus der Gruppe der Dispersionsfarbstoffe. Er wird im Textilbereich zum Färben eingesetzt und ist als allergisierend eingestuft. Das BfR hat mit der Stellungnahme Nr. 041/2012 die Empfehlung ausgesprochen, Disperse Blue 124 nicht zu verwenden.
In der Analytik ist zu beachten das gelößtes disperse Blue 124 nicht lange haltbar ist und Disperse Blue 106 entsteht.

## Regulierung
Die Verwendung von Disperse Blue 124 ist in Deutschland seit 1. Mai 2009 über die Tätowiermittel-Verordnung als Permanent Make-up bzw. Tätowierfarbe verboten. In der EU wurde die Verwendung ab 5. Januar 2022 auf 0,1 % (1000 mg/kg)  für ebendiese Verwendung begrenzt.